# حياة روح الله الخميني في المنفى

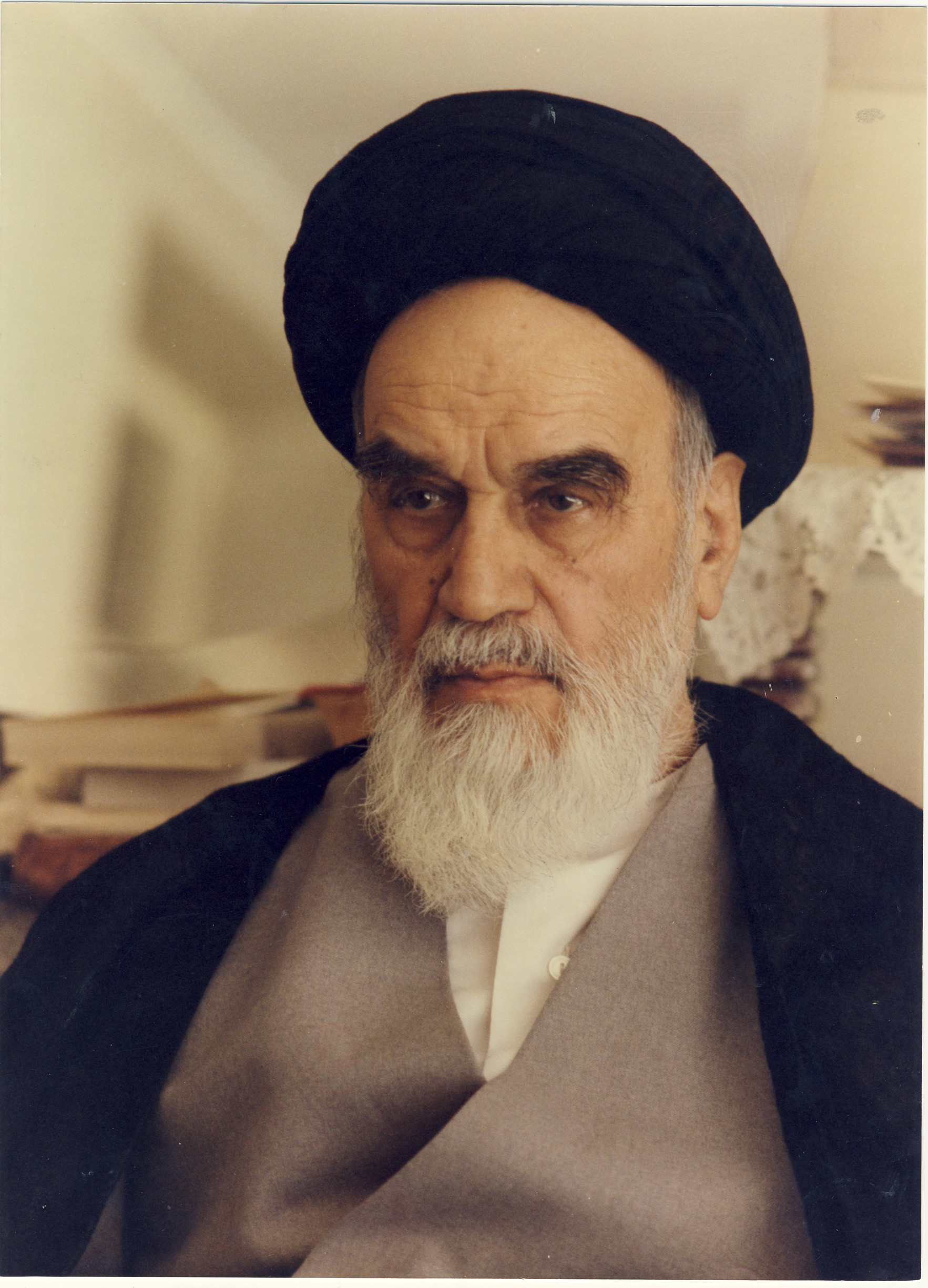
الخميني زعيم الثورة الإيرانية

حياة روح الله الخميني في المنفى كانت هي الفترة التي قضاها آية الله العظمى روح الله الخميني من عام 1964 إلى عام 1979 في تركيا (11 شهر) والعراق (14 سنة) وفرنسا (3 أشهر)، بعد أن اعتقله محمد رضا شاه بهلوي مرتين بسبب معارضته "الثورة البيضاء" التي أعلن عنها في عام 1963. دُعي آية الله الخميني للعودة إلى إيران من الحكومة المؤقتة بعد مغادرة الشاه، وعاد إلى طهران من المنفى في عام 1979.
في 4 تشرين الأول 1964، نُقل الخميني سرًّا إلى أنقرة ومن ثم إلى بورصة في تركيا. وفي 5 سبتمبر/أيلول 1965، انتقل إلى النجف في العراق وبقي هناك حتى قام صدام حسين بترحيله في عام 1978 م. وأخيرًا، نُفي بضغط من محمد رضا بهلوي إلى نوفل لو شاتو في باريس في 6 تشرين الأول 1978 م.

## النشاط السياسي قبل المنفى

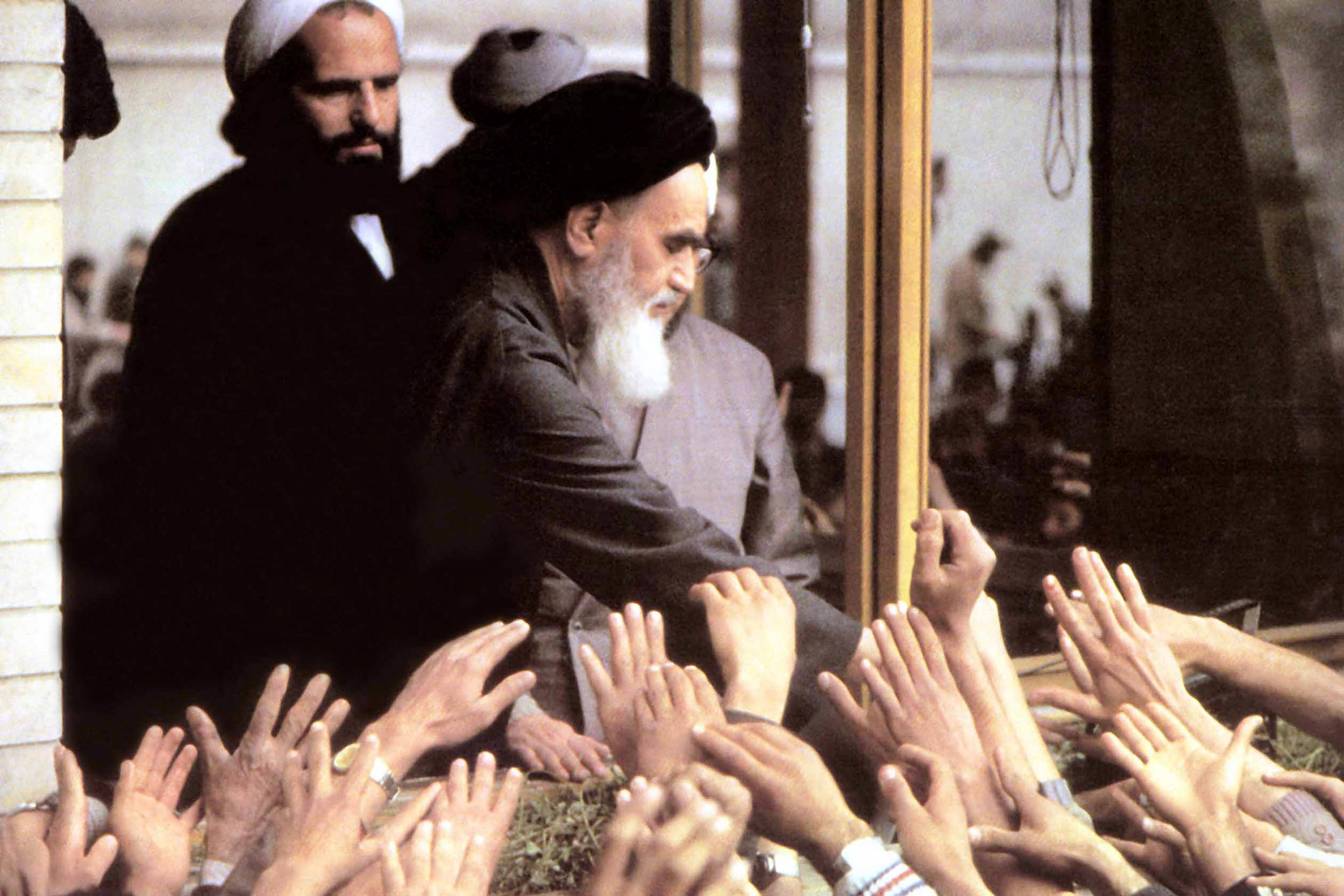
الخميني مع أنصاره

في عام 1944 نشر الخميني كتابه الأول، كشف الأسرار، مهاجمًا العلمانية في عهد رضا شاه بهلوي وداعيًا للإسلام مُذكرًا بقدرة الله على إقامة الحكومات وإلغائها. بعد وفاة حسين بروجردي في عام 1961، أصبح الخميني المرجع الأعلى.
في يناير/كانون الثاني 1963، أعلن الشاه الثورة البيضاء، وهو برنامج إصلاحي من ست نقاط يدعو إلى إصلاح الأراضي، وتأميم الغابات، وبيع الشركات المملوكة للدولة لمصالح خاصة، وتغييرات انتخابية لمنح المرأة حق التصويت والسماح لغير المسلمين بتولي المناصب العامة، وتقاسم الأرباح في الصناعة، وحملة محو الأمية في مدارس البلاد. ومن ناحية أخرى، اعتبر هو والعديد من الزعماء الدينيين أن الثورة كانت لها اتجاهات نحو تغريب البلاد وأنها ستهدد في أذهانهم نمط الحياة الإسلامية التقليدية لعامة الناس. لقد سافر الشاه بنفسه إلى قم وأعلن في خطابه أن رجال الدين السود الرجعيين أسوأ من الرجعيين الحمر وأكثر خيانة بمئة مرة من حزب توده (الشيوعي). في 26 كانون الثاني 1963، أجرى استفتاءً للحصول على مظهر الدعم الشعبي، حيث صوت 5.6 مليون شخص ضد 4100 شخص لاستفتاء الإيراني عام 1963 [الإنجليزية]. كان الاستفتاء ذريعة جيدة للحكومة لاتخاذ إجراءات عملية أكثر صرامة ضد رجال الدين المسلمين، وفي 22 آذار 1963، تزامنًا مع الذكرى السنوية لوفاة الإمام جعفر الصادق، شن حراس الشاه حملة صارمة وهاجموا مدرسة الفيضية، حيث قُتل الطلاب وأعضاء هيئة التدريس الذين عارضوا حكم الشاه. وبحسب دانييل برومبرج [الإنجليزية]، فإن النظام أقنع البلطجية بمهاجمة طلاب المدرسة الفيضية. في عصر يوم عاشوراء (3 حزيران 1963)، ألقى الخميني محاضرة في المدرسة الفيضية ووصف الشاه بأنه "رجل بائس حقير"، ونصحه بتغيير سلوكه، وإلا سيأتي اليوم الذي يسعد فيه الناس برحيله، وقارن بينه وبين الخليفة يزيد، الذي يُنظر إليه على أنه "طاغية" من الشيعة، وأن مثل حكم يزيد يجب أن يُثار عليه قدوةً بالحسين.
في 5 حزيران 1963، في الساعة الثالثة صباحًا، بعد يومين، اُعتقل الخميني ونُقل إلى سجن طهران. وعندما أُذيع هذا الخبر، اندلعت مظاهرات احتجاجية واسعة النطاق في مدن قم وطهران ومشهد وفارامين وكاشان ومدن أخرى. قام حراس الشاه بقتل وجرح عدة أشخاص. يُشار إلى هذا الحدث الآن باسم حركة 15 حزيران. في 3 آب، أطلق الشاه سراح الخميني من السجن بسبب موجة الاحتجاجات ووضعه تحت الإقامة الجبرية.
في 26 تشرين الأول 1964، أدان الخميني الشاه بسبب الحصانة الدبلوماسية التي منحها للمواطنين الأميركيين، المدنيين أو العسكريين في إيران. في الساعة 5:30 مساءً يوم 4 تشرين الثاني 1964 م، اعتقلَت استخبارات السافاك الخميني. نُقل بعد ذلك إلى مطار مهرآباد الدولي في طهران، ثم رُحل جوًّا إلى مطار أنقرة حيث استقبلته الاستخبارات التركية.

## الحياة في المنفى

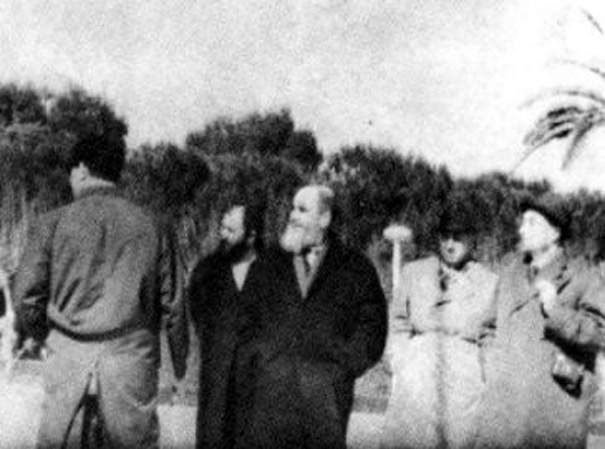
الخميني في المنفى في بورصة، في تركيا بدون زي ديني

### تركيا
بعد وصوله إلى أنقرة، نُقل الخميني إلى فندق بولفار بالاس وفي صباح اليوم التالي نُقل إلى مبنى آخر في شارع أتاتورك تحت مراقبة الاستخبارات التركية.
وبعد أسبوع من وصوله إلى تركيا، أُرسل الخميني إلى بورصة، وأقام هناك لمدة أحد عشر شهرًا. وقد استضافه ضابط الاستخبارات العسكرية التركية، العقيد علي تشيتينر، في مسكنه الخاص. وفقًا للقانون التركي [الإنجليزية]، كان الزي الديني محظورًا ولم يُسمح للخميني أبدًا بمقابلة الناس. وفي 3 كانون الأول 1964م انضم إليه ابنه مصطفى. في أيامه الأولى في تركيا، كان الخميني غير مُحب للزي العلماني للمرأة التركية، وانسلاخ المجتمع التركي عن الإسلام، لكنه تعلم التكيف بسرعة مع محيطه الجديد. وعلى الرغم من الحظر المفروض على الاتصال مع الخميني، فإنه وطلابه - ومن بينهم الرئيس المستقبلي أكبر هاشمي رفسنجاني - خططوا بنجاح لاغتيال رئيس الوزراء حسن علي منصور بمجرد مغادرة الخميني لإيران.
وفي بورصة، كان لدى الخميني قدر كبير من وقت الفراغ. واصل دراسته وابتعد لأول مرة عن السياسة. وكتب كتابه الثاني "تحرير الوسيلة"، وبدأ يتلقى تبرعات ضخمة من المؤيدين الإيرانيين الذين كانوا يعارضون بالفعل سياسات الشاه. وقد أدى حجم التبرعات المقدمة لآية الله إلى دفع الشاه والحكومة التركية إلى رفع الحظر عن التواصل معه خلال صيف عام 1965، وقام عدد من رجال الدين بزيارة الخميني - الذي كان يرتدي زيًا غير ديني - في إسطنبول عام 1965.
في 5 أيلول 1965 رُحل الخميني من تركيا إلى النجف في العراق، لاعتقاد الشاه أن ذلك سيُخفف من سلطته مع وجود منافسين آخرين من رجال الدين الشيعة.
وقد وردت أسباب نفي الخميني إلى النجف من نظام الشاه على النحو التالي:
1. كان النظام يأمل في تقليص دور الخميني من خلال المنافسة مع العلماء العراقيين مثل أبو القاسم الخوئي[28]
2. بسبب الضغوط الشديدة والاحتجاجات الشعبية.
3. بدأ العلماء وأتباع الخميني في التواصل معه في بورصة، وتبرعوا له بالكثير من المال حتى تحول آية الله من شخص مفلس إلى شخص غني.
4. اعتقد أحد عملاء السافاك أن وجوده جعل الشعب التركي معاديًا لنظام الشاه.[29]

### العراق
في 8 أيلول 1965، دخل الخميني العراق وقضى هناك ثلاثة عشر عامًا. ولم تكن للعراق علاقات سياسية جيدة مع الشاه.
دخل الخميني ومصطفى العراق. وذهب إلى الكاظمية وأقام عند محمد الحسيني الشيرازي يومين قبل أن يذهب إلى كربلاء. ومن هناك توجه إلى مدينة النجف. في البداية، كان الخميني معزولاً عن رجال الدين الشيعة [الإنجليزية] في العراق بسبب وضعه كأجنبي؛ ومع ذلك، بعد فترة من الوقت انضم محمد باقر الصدر ورجال دين عراقيون آخرون إلى الخميني لأنهم كانوا يشتركون في أهداف مماثلة في إقامة دولة إسلامية، وأنه منذ سقوط الخلافة العثمانية، فإن الأمة الإسلامية في انحدار. كما تلقى الخميني المساعدة في أيامه الأولى في العراق من الرئيس عبد السلام عارف آنذاك، الذي سمح لآية الله بإنشاء محطة إذاعية معارضة إيرانية والسيطرة عليها.
وبعد فترة من الوقت انضمت إليهم زوجته خديجة الثقفي وابنه الثاني أحمد الخميني في النجف. بدأ الخميني تدريس الفقه في مدرسة الشيخ مرتضى الأنصاري التي استقطبت طلابًا بشكل رئيس من إيران والعراق والهند وباكستان وأفغانستان والدول الخليجية العربية. في نيسان 1967، كتب الخميني رسالتين، واحدة إلى العلماء من أجل إقناعهم بمحاولة الإطاحة بنظام الشاه والأخرى إلى الأمير عباس هويدا، احتجاجًا على تتويج الشاه وإدانته لاستمراره في انتهاك الإسلام والدستور [الإنجليزية]. كما نهى الخميني عن أي نوع من التعامل مع إسرائيل؛ وحذّر حكومة الشاه أن تُلغي علاقاتها معها. بعد مرور أربع سنوات على نفيه إلى العراق، بين 21 كانون الثاني و8 شباط 1970، ألقى الخميني محاضرات حول ولاية الفقيه على حكومة إسلامية، والتي في الإسلام الشيعي ترى أن الإسلام يمنح الفقيه (الفقيه الإسلامي) ولاية سياسية على الناس.
أصبح هذا العمل هو الأكثر شهرة وتأثيرًا لخميني، وقد وضع فيه أفكاره حول الحكم (في ذلك الوقت):
- أن قوانين المجتمع يجب أن تتكون فقط من قوانين الله (الشريعة)، والتي تغطي "جميع الشؤون الإنسانية" و"توفر التعليم وتضع المعايير" لكل "موضوع" في "الحياة الإنسانية".[39]
- وبما أن الشريعة الإسلامية هي القانون الصحيح، فإن أولئك الذين يشغلون مناصب حكومية يجب أن يكون لديهم معرفة بالشريعة الإسلامية. وبما أن الفقهاء الإسلاميين قد درسوا الشريعة الإسلامية وهم الأكثر دراية بها، فإن حاكم البلاد يجب أن يكون فقيهًا "يفوق كل الآخرين في المعرفة" بالشريعة الإسلامية والعدالة،[40] (يُعرف باسم المرجع)، بالإضافة إلى أن الفقيه يجب أن يكون ذكيًّا وذو قدرة إدارية.[41]
- إن هذا النظام من الحكم الديني ضروري لمنع الظلم والفساد وظلم الأقوياء للفقراء والضعفاء، والابتكار والانحراف في الإسلام والشريعة الإسلامية؛ وكذلك لتدمير النفوذ والمؤامرات المعادية للإسلام من القوى الأجنبية.[42]

لتشكيل حكومة إسلامية، كان هناك حاجة إلى أمرين:
1. الإطاحة بالشاه
2. تأسيس نظام حكم ديني شيعي

وقد طرح الخميني هذه النظرية في وقت مبكر من منتصف أربعينيات القرن العشرين في كتابه الأول "كشف الأسرار".
من عام 1971 إلى عام 1975، أبدى الخميني معارضة شديدة لأمرين هما: الاحتفال بمرور 2500 عام على تأسيس الإمبراطورية الفارسية، وتغيير التقويم الإيراني من الهجري إلى الإمبراطوري (الشهانشاهي). خلال هذه الحقبة، فكر الشاه في نفي الخميني إلى الهند ، لأنه كان يعتقد أن القيام بذلك سيجعل التواصل بين الخميني وأتباعه في إيران مستحيلًا، ولكن لسبب غير معلن لم تُنفّذ هذه الخطة أبدًا، ربما خوفًا من التعداد الشيعي الهندي. واجه الخميني أيضًا عداءً من جانب نظام البعث، الذي بدا معاديًا جدًا للإسلام مثل الشاه.
في تشرين الثاني 1977، بدأ عملية الإطاحة بالشاه بسبب اغتيال استخباراته السافاك لمصطفى نجل الخميني على الرغم من أن هذا الأمر محل نزاع، ولا يُعرف لماذا أقدموا عليه، حيث كان هذا أحد أسباب اندلاع الثورة.

### فرنسا
في 24 أيلول 1978، ووفقًا لاجتماع عُقد في مدينة نيويورك بين وزير الخارجية العراقي ووزير الخارجية الإيراني، أجبر الرئيس العراقي صدام حسين الخميني على مغادرة النجف، على الرغم من أن الشاه وحسين كانا قد بدآ في التخطيط لطرد الخميني في وقت مبكر من عام 1975. فضّل الخميني الذهاب إلى بلد مسلم آخر، وحصل على تأشيرة دخول إلى الكويت، لكن الجمارك الحدودية أعادته، مُعللةً ذلك بأنه حصل على التأشيرة تحت اسم "روح الله مصطفوي". كان الخيار التالي الذي اختاره الخميني هو الذهاب إلى سوريا؛ حيث تقول بعض المصادر إنه كان ينوي الإقامة الدائمة هناك حتى عندما حاول دخول الكويت، ولكن النفوذ المتبقي لأحمد حسن البكر في السياسة العراقية والسورية يعني أن الحكومة السورية لن تقبله. ثم فكر الخميني في الذهاب إلى البحرين أو الهند أو باكستان أو الجزائر، حيث أراد أمرين: أن يكون قريبًا من إيران، وأن يعيش في بلد مسلم، لكن مساعده القومي المتعلم في الولايات المتحدة، إبراهيم يزدي، أخبر الخميني أنه يجب أن ينتقل إلى الغرب بسبب فرص الاتصال الأكبر المتاحة هناك، حيث تقدم باريس الخيار الأفضل للتواصل مع عالم رسالته الثورية؛ وأنه لا يأمن معظم الحكومات التي تحت غطاء الولايات المتحدة.
في 11 تشرين الأول 1978، نُقل الخميني إلى نوفل لو شاتو خارج باريس الفرنسية. وكان الهدف من هذا القرار ومن هذه المنطقة هو إبقاء رجال الدين والعلماء المسلمين بعيدًا عن الخميني ولكن هذه الاستراتيجية أتت بنتائج عكسية. مع وجود قيود أقل على حرية التعبير في فرنسا، أُتيح للخميني فرصة أفضل لتوصيل رسالته بكفاءة أكبر إلى الشعب الإيراني في فرنسا. وبسبب الصحفيين والصحافة في فرنسا، وموافقة مستشاري السياسة الخارجية في المملكة المتحدة والولايات المتحدة، وانعدام الثقة في قدرة الشاه على دعم المصالح البريطانية والأمريكية على المدى الطويل، فقد نُشرت خطابات الخميني بسرعة في وسائل الإعلام العالمية. أراد الخميني أن يستمر الناس في الاحتجاجات ضد الحكومة.
في 11 تشرين الثاني 1978، كُلف الخميني بتشكيل مجلس ثوري بقيادة آية الله بهشتي وآية الله مطهري. بين أغسطس/آب وديسمبر/كانون الأول 1978، أدت الإضرابات والمظاهرات إلى شلل حركة إيران، مما دفع الشاه إلى مغادرة البلاد إلى المنفى في 16 يناير/كانون الثاني 1979، باعتباره آخر ملك فارسي، تاركًا مهامه لمجلس الوصاية ورئيس وزراء معارض هو شابور بختيار.

## العودة من المنفى
في كانون الثاني 1979، غادر محمد رضا بهلوي إيران، ودعت الحكومة الخميني للعودة. وقد فعل ذلك يوم الخميس الموافق 1 شباط 1979.

## طالع أيضًا
- أيديوقراطية
- رسالة روح الله الخميني إلى ميخائيل جورباتشوف
- مقام روح الله الخميني (جماران)